# Władysław Gumplowicz

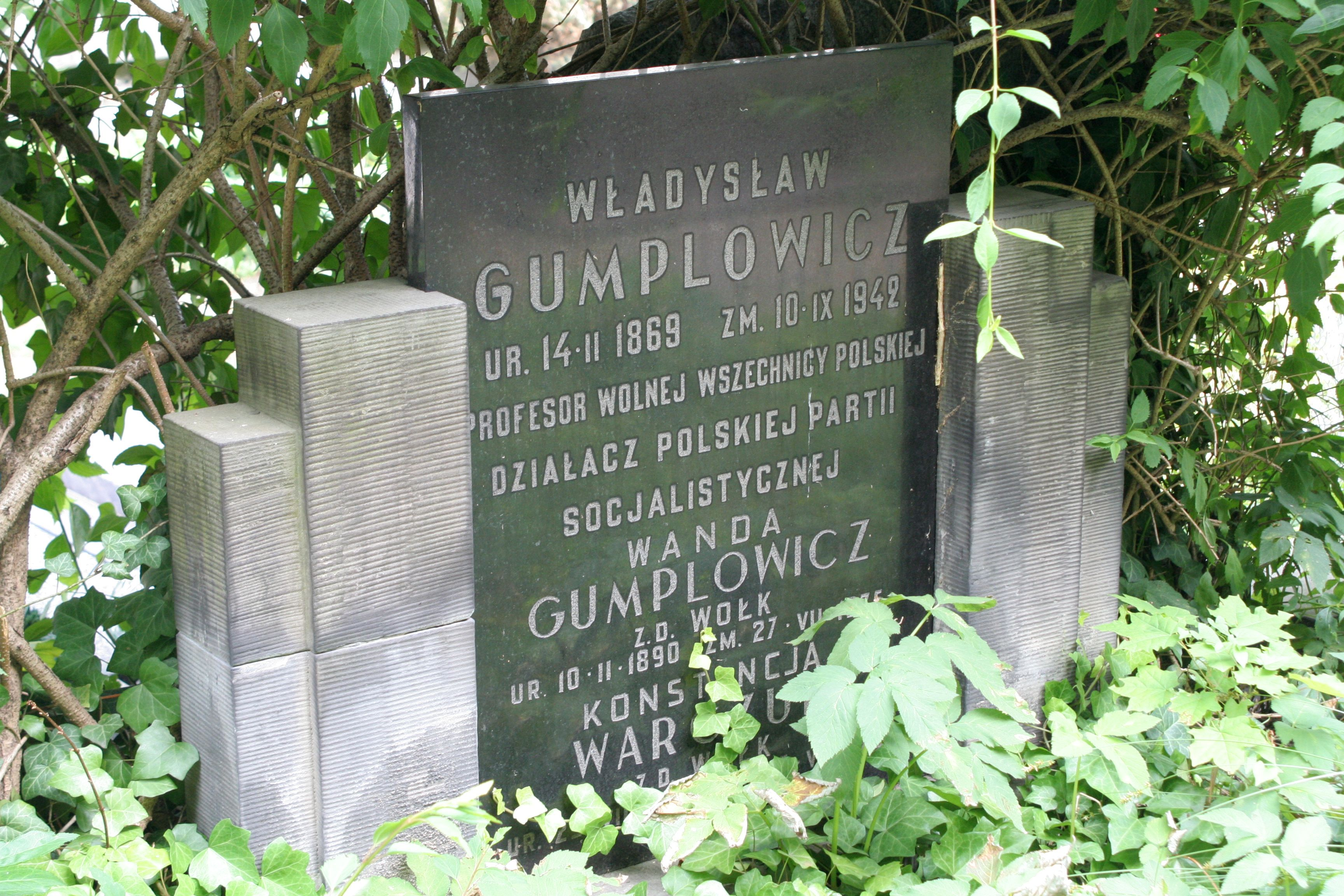
Grób prof. Władysława Gumplowicza na Cmentarzu ewangelicko-reformowanym w Warszawie

Władysław Gumplowicz (ur. 14 lutego 1869 w Krakowie, zm. 10 września 1942 w Warszawie) – działacz PPS, publicysta, geograf, profesor Wolnej Wszechnicy Polskiej, w okresie II wojny światowej konspirator i nauczyciel tajnych kompletów.

## Życiorys
Urodził się w ochrzczonej w kalwinizmie, zasymilowanej rodzinie pochodzenia żydowskiego. Był synem Ludwika Gumplowicza i jego żony Franciszki z Goldmanów. W 1875 rodzina przeniosła się do Grazu. Po ukończeniu szkoły średniej, zgodnie z życzeniem ojca, zapisał się na Uniwersytet w Grazu, kończąc naukę w 1892 z tytułem doktora wszechnauk lekarskich. Poczucia polskości i patriotyzmu nabywał, obserwując i naśladując członków rodziny. Brat Maksymilian pasjonował się historią Polski i stale studiował różne dzieła historyczne. Ojciec Ludwik poza socjologią żył sprawami powstania styczniowego. Posiadał obszerną bibliotekę, z której wszyscy intensywnie korzystali. Do tego należy dodać wolnomyślicielskie dyskusje w gronie rodziny i przyjaciół.
Władysław okazał się dzieckiem zdolnym i inteligentnym. Naukowe uznanie, jeszcze jako gimnazjalista, otrzymał telegraficznie: „Brawo, młody Gumplowicz” od Szymona Askenazego, któremu korespondencyjnie wytknął błąd znaleziony w jego książce. Zainteresowanie poezją pojawiło się za sprawą Towarzystwa Muzycznego w Grazu. Na jego potrzeby młody gimnazjalista przetłumaczył na język niemiecki „Sonety krymskie” A.Mickiewicza. W późniejszym okresie tłumaczył także wiersze Asnyka. Drukiem ukazały się zbiory: Ausgewahlte Gedichte (Wien 1887) oraz Von der Weltbühne (Drezno 1895).
Lekarska praktyka pediatryczna nie wzbudziła w nim większego zainteresowania. Porzucił ją wkrótce, zafascynowany propagandową działalnością francuskiego profesora geografii i anarchisty Élisée Reclusa. W latach 1893–1895 swoje teksty publikował w czasopismach: niemieckich „Neue Deutsche Rundschau”, „Sozialistische Monatshefte”, „Der Sozialist”, „Die Zeit”, „Die Zukunft”, „Deutsche Worte”, „Rheinisch-Westfälische Arbeiterzeitung”, włoskich – głównie „Riforma Sociale” oraz angielskich – „Wilshire’s Magazine”.
Prowadząc własne obserwacje społeczne i studia geograficzne trafił do Zurychu i w latach 1898–1902 pracował dla tamtejszego Towarzystwa Polaków „Zgoda”. W 1898 wstąpił do Związku Zagranicznego Socjalistów Polskich w Londynie. W związku z tym pisywał recenzje, korespondencje i artykuły do ich organu prasowego „Przedświt”.
Dzięki swoim artykułom dość często kontaktował się z wieloma socjaldemokratami niemieckimi: J. Blochem, E. Bernsteinem, K. Haenischem, E. Davidem i A. Elmem a silniej zaprzyjaźnił się z posłem do Reichstagu z Bawarii G. Vollmarem. 10–14 października 1899 uczestniczył w zjeździe niemieckiej socjaldeokracji w Hanowerze. Na zjeździe dostrzegł doniosłość postulatów reformy rolnej oraz równouprawnienia kobiet. W 1900 napisał o tym w artykule Ehe und die freie Liebe, zamieszczonym w „Sozialistische Monatshefte”.
12 listopada 1899 Związek Zagraniczny Socjalistów Polskich został włączony w struktury PPS i przeniósł swoją siedzibę do Krakowa. Władysław Gumplowicz przy okazji swoich wizyt w nowej siedzibie związku nawiązał kontakty z miejscowymi działaczami PPS oraz z działaczami PPSD Galicji i Śląska. Na potrzeby PPSD opracował program reformy rolnej, oparty na założeniu parcelacji dużej własności rolnej i stworzeniu, jako najbardziej wydajnych, małych gospodarstw indywidualnych, wspieranych maszynami i wiejską spółdzielczością. Poszczególne elementy programu rolnego Gumplowicz rozważał i przedstawiał już wcześniej np. w „Przedświcie” (1899), a i później doprecyzowywał np. w czasopiśmie „Naprzód” (1902). Postawienie nacisku na indywidualne gospodarstwa zaklasyfikowało Gumplowicza jako rewizjonistę i wywołało krytykę jego stanowiska ze strony np. E. Haeckera („Naprzód” 1903) i K. Kelles-Krauzego („Przedświt” 1905).
We wrześniu Gumplowicz brał udział w przygotowaniach polskiego stanowiska odłamów i ośrodków PPS (PPS, PPSD, Związku Zagranicznego) na zbliżający się zjazd niemieckiej socjaldemokracji w Lubece (22–28 września 1901). Współpracował wtedy z Kelles-Krauzem, Ignacym Daszyńskim oraz Esterą Golde, za pośrednictwem której poznał jej siostrę, Cecylię. Ze zjazdu pisał sprawozdania dla gazety „Naprzód”.
Po aresztowaniach polskich socjalistów w Niemczech, redakcję „Gazety Robotniczej” przeniesiono z Berlina do Krakowa. W związku z tym Gumplowicz został współredaktorem „Gazety Robotniczej” i „Naprzodu”. Aby podjąć obowiązki przerwał swój pobyt w podlondyńskim falansterze rolniczo-hodowlanym i we wrześniu 1902 przeniósł się do Krakowa. Wkrótce objął też po L.Wasilewskim redakcję „Przedświtu”, organu PPS, przeniesionego w listopadzie 1901 z Londynu. Publicystyka i praca w 3 redakcjach nie zdołały Gumplowiczowi zająć całego czasu. Swoje artykuły publikował ponadto w „Latarni”, „Krytyce” i „Świetle”, posługując się przy tym pseudonimem Piotr Górkowski albo Władysław Krakowski. Czasami wydawał też broszury popularnonaukowe, tłumaczące zjawiska społeczne i polityczne. Organizował nielegalne wycieczki na teren Górnego Śląska i spotkania z tamtejszymi towarzyszami, przemawiał na wiecach, rozwoził bibułę, w tym także po terenie zaboru rosyjskiego, co wymagało nielegalnego przekraczania granicy, przybywającym zza granicy towarzyszom służył lokalem. Od jesieni 1910, z polecenia Komisji Oświatowej PPSD, pracował jako wykładowca w szkole partyjnej. Odziedziczony po rodzicach majątek zaangażował w krakowskie wydawnictwo „Książka”, chętnie pożyczał i wspierał bezzwrotnie potrzebujących pieniędzy, sponsorował działającą na UJ organizację akademicką „Promień” oraz domy ludowe.
Z ramienia PPSD w 1907 kandydował, jednak bez powodzenia, w okręgu Biała-miasto do parlamentu austriackiego.
Po rozłamie w PPS, jaki nastąpił po IX Kongresie partii w Wiedniu (październik 1906), Władysław opowiedział się i przystąpił do PPS – Frakcja Rewolucyjna i jako delegat brał udział w jej pierwszym zjeździe omawiając zagadnienia agrarne przyszłego programu (jego tezy zostały odrzucone). Jako Piotr Górkowski napisał w 1908 objaśnienie swego stanowiska i wydał pt. Przyczynek do kwestii rolnej w Królestwie Polskim. Spotkał się z Józefem Piłsudskim i za jego rekomendacją publikował odtąd w „Robotniku”, piśmie Frakcji Rewolucyjnej. W „Krytyce” ogłosił cykl artykułów uzasadniających powstanie niepodległej Polski, rozważał przyszłe granice i uzasadniał ich przebieg. Ogólnie opowiadał się za ustaleniem granic według kryteriów etnograficznych. Cały ten cykl rozważań wydano w zbiorze pt. Kwestia polska a socjalizm (1908). W latach 1907–1909 w sprawach organizacyjnych dużo podróżował. Oficjalnie w celach naukowych zwiedzał Wiedeń, Paryż, Berlin, Berno i Londyn, pogłębiając swoją wiedzę z geografii gospodarczej i antropogeografii. W 1911 na Wydziale Filozoficznym Uniwersytetu w Wiedniu uzyskał tytuł doktora filozofii. Przedstawił pracę pt. Über den Einfluss der geographischen Bedingungen auf die Entwicklung der australischen Kolonien (Wpływ warunków geograficznych na rozwój australijskich kolonii).
Wcześniej, w styczniu 1910 ożenił się z Cecylią Golde towarzyszką partyjną, poznaną jeszcze w 1902.
W lutym 1914 w Paryżu skontaktował się z Piłsudskim, po czym od sierpnia, na terenie Szwajcarii, dokonywał inspekcji punktów werbunkowych dla polskich ochotników do Legionów Polskich. W Zurychu, Genewie i Lozannie wygłosił szereg pogadanek propagujących sprawę polską. Równolegle opracowywał projekt reformy rolnej w Galicji. Ogłosił go pod nazwiskiem Peregrinus Vistulensis. W Lozannie w 1915 wydał opracowanie Russia and Poland during the present war. Przygotował też Die politisch geographische Bedeutung Polens w zbiorze Die Bedeutung Polens für Russland wydanym przez NKN (1917). Po powrocie do Krakowa został zmobilizowany i resztę wojny spędził jako lekarz w armii austriackiej.
Po wojnie włączył się w propolską akcję plebiscytową na Górnym Śląsku, wkrótce jednak przez polskie Ministerstwo Spraw Zagranicznych został wysłany na placówkę dyplomatyczną w Wiedniu. W tym czasie opublikował m.in. pracę pt. Pustynie i stepy jako środowiska zoogeograficzne (Przegląd Geograficzny R. II, 1921, s. 69–104).
Do Polski powrócił w 1923 i osiedlił się w Warszawie. Związał się z Wolną Wszechnicą Polską, habilitował się z antropogeografii. Prowadził wykłady z geografii gospodarczej i antropogeografii na miejscu i w Oddziale Łódzkim Wszechnicy (1928–1934). 4 grudnia 1924 mianowano go profesorem geografii i antropogeografii Wolnej Wszechnicy Polskiej w Warszawie, przy okazji specjalnie dla niego utworzono nową katedrę. W 1937 Władysław Gumplowicz został profesorem zwyczajnym geografii gospodarczej.
W latach 1924–1927 dorabiał jako wykładowca na kursach organizowanych przez Wyższą Szkołę Wojenną w Warszawie.
W tym okresie z zakresu geografii ukazały się:
- Australia i Oceania (1927)[1],
- Geografia gospodarcza (1927)[1],
- Montesquieu jako antropogeograf (Przegląd Geograficzny R. VII, 1927, s. 18–43),
- Rozwój gospodarstwa światowego (1928)
- Rozwój górnictwa w Australii (Przegląd Geograficzny R. IX, 1929, s. 21–34),
- Kolonizacja wysp Fidżi (Przegląd Geograficzny R. X, 1930, s. 66–78),
- Australia i Oceania (Wielka Geografia Powszechna, Warszawa 1937 – Trzaska, Evert i Michalski, s. 179),
- Azja Południowa (Wielka Geografia Powszechna, Warszawa 1938 – Trzaska, Evert i Michalski, s. VI + 363, 444 fig., 6 tabl. barw.).

Nowością było nie tylko opisywanie, lecz także wyjaśnianie przyczyn zjawisk i pokazywanie związków między gospodarką człowieka a klimatem oraz warunkami fizjograficznymi terenu.
Wyrazem zainteresowań eugenicznych Władysława była praca pt.  Obłąkani królowie – Szkice z dziejów państw monarchicznych (1923), w której ukazywał degenerację rodów arystokratycznych.
Jako członek Polskiego Związku Myśli Wolnej, Towarzystwa Eugenicznego w Warszawie oraz Towarzystwa Uniwersytetu Robotniczego wygłosił wiele odczytów i referatów o charakterze popularyzatorskim i społecznym. TUR w okresie wakacyjnym corocznie organizował kursy w Zakopanem, wykładowcą był Gumplowicz. Swoje artykuły z historii, biologii, geografii publikował w „Robotniku” i „Dzienniku Popularnym”. Podpisywał je skrótem Gu. Działał w Polskim Towarzystwie Geograficznym i przez wiele lat wybierany był do Komisji Rewizyjnej.
Był wykładowcą geografii gospodarczej i antropogeografii w Wolnej Wszechnicy Polskiej.
2-4 lutego 1934 na XXIII Kongresie PPS w Warszawie Gumplowicz wystąpił z radykalnym programem reformy rolnej (tzw. program wiejski). Postulował wywłaszczenie bez odszkodowania całej wielkiej własności rolnej (gospodarstwa średnie pozostawały), majątków fundacyjnych oraz majątków tzw. martwej ręki i po parcelacji nadania uzyskanej ziemi bezrolnym i małorolnym rolnikom oraz robotnikom wiejskim.
W 1930 jego żona Cecylia zmarła. Powtórnie ożenił się w 1937. Jego drugą wybranką również została działaczka partyjna, doktor Wanda Wołkówna.
Podczas okupacji hitlerowskiej prowadził wykłady z geografii na tajnych kompletach we własnym mieszkaniu przy ul. Barskiej 5 w Warszawie. Związał się z Robotniczą Partią Polskich Socjalistów i utrzymywał kontakty przez prof. Zygmunta Szymanowskiego. W konspiracyjnym lokalu na Ochocie dawał odczyty na temat aktualnej sytuacji. Przydały się też młodzieńcze doświadczenia z poezją. W języku niemieckim układał hasła i prześmiewcze wierszyki wypisywane na murach i rozrzucane na ulotkach przez harcerzy. Pisał też artykuły do prasy konspiracyjnej.
Zmarł na atak serca. Pochowano go na cmentarzu ewangelicko-reformowanym w Warszawie (kwatera W-3-11).